# Tityus bahiensis
Espèce
Synonymes
- Scorpio bahiensis Perty, 1833
- Tityus eickstedtae Lourenço, 1982

Tityus bahiensis est une espèce de scorpions de la famille des Buthidae.

## Distribution
Cette espèce se rencontre au Brésil, au Paraguay et en Argentine.

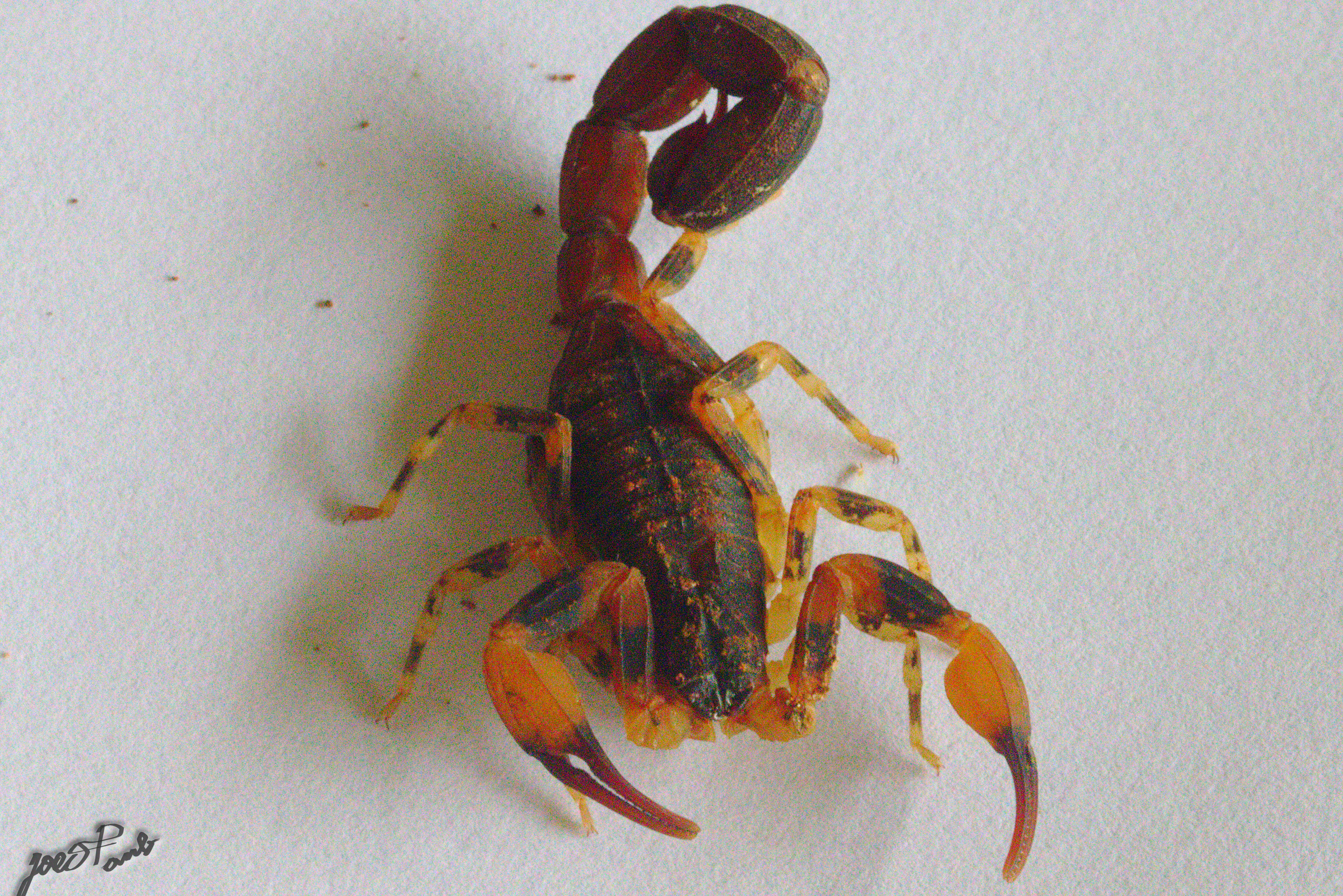
Tityus bahiensis

## Liste des sous-espèces
Selon The Scorpion Files (29/03/2021) :
- Tityus bahiensis bahiensis (Perty, 1833)
- Tityus bahiensis eickstedtae Lourenço, 1982

## Systématique et taxinomie
Cette espèce a été décrite sous le protonyme Scorpio bahiensis par Perty en 1833. Elle est placée dans le genre Tityus par C. L. Koch en 1836.

## Étymologie
Son nom d'espèce, composé de bahi[a] et du suffixe latin -ensis, « qui vit dans, qui habite », lui a été donné en référence au lieu de sa découverte, Bahia.
La sous-espèce est nommée en l'honneur de Vera Regina D. von Eickstedt.

## Publications originales
- Perty, 1833 : « Arachnida. » Delectus animalium articulatorum, quae in itinere per Brasiliam annis MDCCCXVII-MDCCCXX jussu et auspiciis Maximiliani Josephi I. Bavaria regis Augustissimi peracto collegerunt Dr. J.B. de Spix et Dr. C.F. Ph. de Martus, gigessit, descripsit, pingenda curavit Dr. Maximilianus Perty est et editit Dr. Ph. De Martus, Frid. Fleischer, Monachii (Munich), p. 36-39 & 200.
- Lourenço, 1982 : « La véritable identité de Tityus bahiensis (Perty, 1834). Description de Tityus eickstedtae n. sp. (Scorpiones, Buthidae). » Revue Arachnologique, vol. 4, p. 93-105.